# János Gulya
János Gulya (* 1. Februar 1933 in Budapest, Königreich Ungarn; † 11. Februar 2017 in Wahlsburg) war ein ungarischer Philologe, Kulturhistoriker und Finnougrist.

## Leben
János Gulya besuchte von 1943 bis 1951 das jesuitische Pius-Gymnasium in Pécs sowie das Janus Pannonius Gimnázium in Pécs. Er studierte anschließend an der Eötvös-Loránd-Universität in Budapest Sprach- und Literaturwissenschaftliche sowie Ungarisch mit Finnisch-ugrischer Philologie. 1955 hatte er eine Aspirantur an der Ungarischen Akademie der Wissenschaften inne mit Stipendien in Moskau (1955–1957), Dorpat (Estland) und Finnland. Nach seiner Rückkehr war er 1958 zunächst am Lehrstuhl für Finno-Ugristik der Universität Budapest tätig. 1959 wechselte er als Wissenschaftlicher Mitarbeiter an das Institut für Sprachwissenschaft der Ungarischen Akademie der Wissenschaften und wurde später Hauptmitarbeiter, dann Akademischer Rat am Institut. 1960 wurde er Kandidat der Wissenschaften (CSc) an der Ungarischen Akademie der Wissenschaften. 1966 hatte er eine Gastdozentur an der Georg-August-Universität Göttingen inne.
Von 1975 bis 1977 war er nebenamtlicher Dozent am Lehrstuhl für Finnougristik der Universität der Wissenschaften Szeged. 1975 war Gulya Generalsekretär des IV. Internationalen Kongresses der Finnougristen in Budapest. 1975 habilitierte er sich zum Doktor der Wissenschaften (DrSc) an der Ungarischen Akademie der Wissenschaften.
1976 erhielt er einen Ruf an die Universität Göttingen. Ein Jahr später wurde er zum Ordentlichen Universitätsprofessor und Ordinarius am Finnisch-ugrischen Seminar der Georg-August-Universität Göttingen ernannt. 2001 wurde er emeritiert. Er lehrt als Honorarprofessor an der Attila-József-Universität Szeged. 2001/02 hatte er eine Vertretungsprofessur am Finnisch-ugrischen Seminar inne. 2004/06 hatte er eine Gastprofessur an der Jugorisch Staatlichen Universität im russischen Chanty-Mansijsk inne. Er hatte Einsitz in zahlreichen akademischen und universitären Kommissionen im In- und Ausland.
2000 wurde der Katholik János Gulya von Kardinal-Großmeister Carlo Kardinal Furno zum Ritter des Ritterordens vom Heiligen Grab zu Jerusalem ernannt und am 20. Mai 2000 im Aachener Dom durch Anton Schlembach, Großprior der deutschen Statthalterei, investiert.
Er war seit 1962 mit der Spachforscherin Viktoria Gulya verheiratet.

## Ehrungen und Auszeichnungen
- Mitglied in der Ungarischen Gesellschaft für Sprachwissenschaft (Magyar Nyelvtudományi Társaság)
- Auswärtiges Mitglied der Finnisch-Ugrischen Gesellschaft (Suomalais-Ugrilainen Seura)
- Korrespondierendes Mitglied der Finnischen Literatur Gesellschaft (Suomalaisen Kirjallisuuden Seura)
- Ehrenmitglied der St. Petersburger Akademie für Wissenschaft und Kunst
- Mitglied der Societas Uralo-Altaica (SUA)[3]

- Studienorden des Präsidialrates der Ungarischen Volksrepublik (1955)
- Ritterwürde des Ordens des Löwen von Finnland (1969)
- Ungarischer Arbeitsverdienstorden (silberne Stufe) (1976)
- Aufnahme in die Görres-Gesellschaft zur Pflege der Wissenschaften (1986)
- Attila-József-Medaille der Attila-József-Universität Szeged (1993)
- Ritter I. Klasse des Finnischen Ordens der Weißen Rose (1997)[4]
- Medaille der Universität Turku (1997)
- Ehrendoktorwürde und Ehrenprofessur der Attila-József-Universität Szeged (1997)
- Aufnahme in den Ritterorden vom Heiligen Grab zu Jerusalem (2000)
- Jubiläumsdiplom der Jugorisch Staatlichen Universität (2006)

## Schriften (Auswahl)
- Egy 1736-ból származó manysi nyelvemlék, o.N.
- Asszony-unokája. Vogul népmesék. Válogatta, fordította, az utószót és a jegyzeteket írta Gulya J., 1959
- Sibirische Märchen, Bd.1, Wogulen und Ostjaken, Diederichs 1968
- Kék vándorutak, Európa Könyvk 1969, zusammen mit Juván Sesztalov
- Aktiv, Ergativ und Passiv im Vach-Ostjakischen, Vandenhoeck & Ruprecht 1970
- Sajnovics János Emlékünnepség És Tudománytörténeti Szimpozion, Magyar nyelvtudományi társaság 1974, zusammen mit István Szathmári
- A vízimadarak népe: tanulmányok a finnugor rokon népek élete és müveltsége köréből, Európa Könyvkiadó 1975, zusammen mit Péter Hajdú
- Gyarmathi Sámuel, Akadémiai Kiadó 1978
- Opuscula Fenno-Ugrica Gottingensia, Lang 1987
- Anthologie und interkulturelle Rezeption, Lang 1995, zusammen mit Norbert Lossau
- A mondatszerkezetek rendszere a vahi osztjákban, Universitas Szegediensis de Attila József Nominata, 1994
- Wogulen und Ostjaken, Diederichs 1995, zusammen mit Gerhard Doerfer
- Eastern Ostyak Chrestomathy, Routledge Curzan 1997
- Konfrontation und Identifikation: Die finnisch-ugrischen Sprachen und Völker im europäischen Kontext, Harrassowitz 2002